# Kahina Hadid
Pour les articles homonymes, voir Hadid.
Kahina Hadid, née le 7 juillet 1983, est une judokate algérienne.

## Carrière
Kahina Hadid est médaillée de bronze dans la catégorie des moins de 70 kg aux Championnats d'Afrique de judo 2005 à Port Elizabeth. Elle est troisième de la catégorie des moins de 78 kg aux Championnats d'Afrique de judo 2006 à Maurice et aux Jeux africains de 2007 à Alger.
Elle remporte son premier titre en obtenant la médaille d'or des Championnats d'Afrique de judo 2009 à Maurice dans la catégorie des moins de 70 kg. Médaillée d'argent des moins de 70 kg aux Championnats d'Afrique de judo 2010 à Yaoundé, elle obtient le bronze dans cette catégorie aux Championnats d'Afrique de judo 2011 à Dakar.